# Яковлев Денис Вікторович
Денис Вікторович Яковлев (*26 квітня 1975) — український науковець-політолог. Доктор політичних наук, професор. Декан факультету психології, політології та соціології Національного університету «Одеська юридична академія».

## Біографія
Народився у м. Одеса
У 1997 р. закінчив Одеський державний університет ім. І. І. Мечникова за спеціальністю «соціолог, викладач суспільно-політичних дисциплін»
З 2001 р.  по 2010 — асистент, старший викладач кафедри політології ОНУ ім. І. І. Мечникова.
У 2003 р. — захистив кандидатську дисертацію на тему: «Роль ЗМІ у конструюванні політичної реальності» у спеціалізованій науковій раді у Одеській національній юридичній академії. Науковий керівник — професор Ануфрієв Л. О.
У 2009 р. — захистив докторську дисертацію на тему: «Політична інтеракція у сучасній Україні: особливості і складові». Науковий консультант — професор Наумкіна С. М.
З 15 жовтня 2010 р. — декан факультету правової політології та соціології Національного університету «Одеська юридична академія».
З 2016 р. по теперішній час — декан факультету психології, політології та соціології Національного університету «Одеська юридична академія».

## Наукова діяльність
Автор монографій, наукових праць, статей.
1. «Політична взаємодія як комунікативний процес: медіатизація, демократизація, раціоналізація»;
2. «Роль засобів масової інформації в конструюванні політичної реальності»;
3. «Alea jacta est: вибір як елемент соціальної взаємодії»;
4. «Раціональний вибір політичних акторів як фундаментальна умова переходу до демократії»;
5. «Опоненти демократії: роль „партії влади“ та медіакратії у пострадянській політиці»;
6. «Політичні дебати як засіб раціоналізації політичної взаємодії»;
7. «Вибір київського князя: спадок, випадок, доля?»;
8. «Політична раціоналізація в умовах переходу до демократії»;
9. «Трансформація політичної влади в інформаційну добу[недоступне посилання з серпня 2019]» та ін.

## Коло інтересів
Політологія посткомунізму, теорія політичного вибору, е-демократія, концепція «Человек выбирающий».

## Громадська діяльність
Політичний експерт ІА «МОСТ», ТРК «ГЛАС», ТРК «Репортер», Думська ТВ, Міжнародного республіканського інституту, Одеського філіалу НІСД, Одеського філіалу Інституту Горшеніна.
Член Асоціації політичних наук України, Соціологічної асоціації України, Української асоціації дослідників освіти.

## Нагороди
2007—2009 р. — стипендіат Кабінету Міністрів України для молодих вчених.
2010 р. — нагороджений почесною грамотою Управління освіти і наукової діяльності Одеської обласної державної адміністрації.
2010 р. — переможець конкурсу-рейтингу молодих учених ОНУ ім. І. Мечникова.
2011 р. — нагороджений почесною грамотою Одеської обласної ради
2012 р. — нагороджений почесною грамотою Одеської обласної державної адміністрації
2015 р. — нагороджений почесною відзнакою ІІІ ступеня Національного університету "«Одеська юридична академія»